# Valea Cetățuia, Argeș
Valea Cetățuia este un sat în comuna Cetățeni din județul Argeș, Muntenia, România.

## Așezare
Satul este situat pe valea Dâmboviței, la 19 km de municipiul Câmpulung, în drum spre Târgoviște (pe DN72A).